# برندا بارنس
برندا بارنس (انگلیسی: Brenda C. Barnes; ۱۱ نوامبر ۱۹۵۳ – ۱۷ ژانویهٔ ۲۰۱۷) مدیر عملیات اهل ایالات متحده آمریکا بود.